# Punta Chausenque
La Punta Chausenque (del francés: Pointe Chausenque) es una montaña del Pirineo francés de 3.204 metros que se encuentra en el departamento de los Altos Pirineos (Francia). 
La primera ascensión la realizaron Vincent de Chausenque y un guía de Cauterets el 30 de junio de 1822.
Casi al nivel del glaciar de Ossoue, domina 600 metros al norte  del glaciar de las Oulettes. Este es el pico más alto situado en su totalidad en los Pirineos franceses y no en la frontera franco-española.